# Джонсон, Ламонт
Эрнест Ламонт Джонсон-младший (англ. Ernest Lamont Johnson Jr.; 30 сентября 1922, Стоктон, Калифорния — 24 октября 2010, Монтерей, Калифорния) — американский актёр и режиссёр, дважды лауреат премии «Эмми».

## Ранние годы и карьера
В шестнадцать лет Джонсон начал свою карьеру на радио, позже работал диктором и диск-жокеем. Джонсон также был одним из нескольких актёров, сыгравших Арчи Гудвина в «Новых приключениях Ниро Вулфа» с Сидни Гринстрит на радио NBC. Затем он обратился к кино и телевидению, сначала как актёр, затем как режиссёр.
Театральныым режиссёрским дебютом Джонсона стала постановка пьесы Yes Is For a Very Young Man 1945 года в Нью-Йорке. Его телевизионный режиссёрский дебют состоялся в эпизоде телеканала «Дневной спектакль NBC». Джонсон также поставил оперы «Человек на Луне» (1959), «Ифигения в Тавриде» (1962) и «Орфей» (1990).
Джонсон женился на актрисе Тони Меррил в Париже в 1945 году. У них было двое детей: дочь Джереми Кэролин и сын Кристофер Энтони.
Джонсон умер от сердечной недостаточности в Монтерее, Калифорния, 24 октября 2010 года.

## Награды
Джонсон был номинирован на девять премий «Эмми» и дважды стал лауреатом: за «Валленберг: история героя» (1985) и «Линкольн» (1988) — за лучшую режиссуру мини-сериала, фильма или драматической программы. Он был номинирован в той же категории за телефильм «Тысяча героев» (1992), «Неестественные причины» (1987), «Эрни Ковач: Между смехом» (1984), «Страх перед судом» (1976), «Казнь рядового Словика» (1974) и That Certain Summer (1973). Ещё одна его номинация на «Эмми» была в категории «за выдающийся мини-сериал или фильм», за «Валленберг: история героя».

## Избранная фильмография

### Режиссёр
- Фелисити / Felicity (2000)
- All the Winters That Have Been (1997)
- Разорванная цепь / The Broken Chain (1993)
- Тысяча героев / A Thousand Heroes (1992)
- Голоса внутри: Жизни Трудди Чейз / Voices Within: The Lives of Truddi Chase (1990)
- Кеннеди из Массачусетса / The Kennedys of Massachusetts (1990)
- Линкольн / Lincoln (1988)
- Неестественные причины / Unnatural Causes (1986)
- Валленберг: история героя / Wallenberg: A Hero’s Story (1985)
- Эрни Ковач: Между смехом / Ernie Kovacs: Between the Laughter (1984)
- Театр волшебных историй / Faerie Tale Theatre (1983)
- Космический охотник: Приключения в запретной зоне / Spacehunter: Adventures in the Forbidden Zone (1983)
- Побег из Ирана: Канадская хитрость / Escape from Iran: The Canadian Caper (1981)
- Кризис в старшей школе / Crisis at Central High (1981)
- Cattle Annie and Little Britches / Cattle Annie and Little Britches (1980)
- Кто-то убил её мужа / Somebody Killed Her Husband (1978)
- Один на один / One on One (1977)
- Губная помада / Lipstick (1976)
- Страх перед судом / Fear on Trial (1975)
- Visit to a Chief’s Son / Visit to a Chief’s Son (1974)
- Казнь рядового Словика / The Execution of Private Slovik (1974)
- Последний американский герой / The Last American Hero (1973)
- That Certain Summer / That Certain Summer (1972)
- Тебе понравится моя мама / You’ll Like My Mother (1972)
- Граундстарский заговор / The Groundstar Conspiracy (1972)
- Перестрелка / A Gunfight (1971)
- Insight / Insight (1968—1971)
- Побег из лагеря МакКензи / The McKenzie Break (1970)
- Мой милый Чарли / My Sweet Charlie (1970)
- Смелые: Защитники / The Bold Ones: The Protectors (1969)
- Наименование игры / The Name of the Game (1968—1969)
- Джадд, в защиту / Judd, for the Defense (1968)
- Премьера / Premiere (1968)
- Кона-Кост / Kona Coast (1968)
- Час Дэнни Томаса / The Danny Thomas Hour (1968)
- Территория Симаррон / Cimarron Strip (1967)
- Coronet Blue / Coronet Blue (1967)
- Телевизионный эксперимент NBC / NBC Experiment in Television (1967)
- Договор со смертью / A Covenant with Death (1967)
- Суды О’Брайена / The Trials of O’Brien (1965)
- Люди Слэттери / Slattery’s People (1964—1965)
- Профили мужества / Profiles in Courage (1964—1965)
- Медсёстры / The Nurses (1962—1964)
- Защитники / The Defenders (1964)
- Дестри / Destry (1964)
- Большое приключение / The Great Adventure (1964)
- Шоу Ричарда Буна / The Richard Boone Show (1963—1964)
- Сумеречная зона / The Twilight Zone (1961—1963)
- Доктор Килдэр / Dr. Kildare (1961—1963)
- Это мужской мир / It’s a Man’s World (1962)
- Сэм Бенедикт / Sam Benedict (1962)
- Автобусная станция / Bus Stop (1961)
- Каинова сотня / Cain’s Hundred (1961)
- Закон и мистер Джонс / The Law and Mr. Jones (1960—1961)
- Американцы / The Americans (1961)
- Пьеса недели / The Play of the Week (1961)
- Шоу Дюпон с Джун Эллисон / The DuPont Show with June Allyson (1961)
- Стрелок / The Rifleman (1959—1961)
- Детективы / The Detectives (1961)
- Ангел / Angel (1960)
- Обнажённый город / Naked City (1960)
- Речной корабль / Riverboat (1960)
- Питер Ганн / Peter Gunn (1958—1960)
- Театр Зейна Грея / Dick Powell’s Zane Grey Theatre (1960)
- Мистер Везунчик / Mr. Lucky (1959—1960)
- Goodyear Theatre / Goodyear Theatre (1960)
- Пять пальцев / Five Fingers (1959)
- Джонни Ринго / Johnny Ringo (1959)
- Вестингауз Дезилю Театр / Westinghouse Desilu Playhouse (1959)
- Есть оружие — будут путешествия / Have Gun — Will Travel (1958—1959)
- Ричард Даймонд, Частный Детектив / Richard Diamond, Private Detective (1959)
- Решение / Decision (1958)
- Студия Один / Studio One (1958)
- Дневной спектакль NBC / NBC Matinee Theater (1955—1958)

### Актёр
| Год       |   | Русское название                              | Оригинальное название         | Роль                                                    |
| --------- | - | --------------------------------------------- | ----------------------------- | ------------------------------------------------------- |
| 1983—1983 | с | Театр волшебных историй                       | Faerie Tale Theatre           | Voice of Spot                                           |
| 1980      | ф | Убийца сёгуна                                 | Shogun Assassin               | Голос / Voice                                           |
| 1977      | ф | Один на один                                  | One on One                    | Barry Brunz                                             |
| 1973      | ф | Последний американский герой                  | The Last American Hero        | Hotel Desk Clerk (uncredited)                           |
| 1970      | ф | Побег из лагеря МакКензи                      | The McKenzie Break            | PT Boat Captain (uncredited)                            |
| 1967—1967 | с | Дымок из ствола                               | Gunsmoke                      | Stoner                                                  |
| 1967—1967 | с | Отдел по расследованию серьезных преступлений | Felony Squad                  | Col. Bix Gabriel                                        |
| 1966—1966 | с | Большая долина                                | The Big Valley                | Anson Cross                                             |
| 1966—1966 | с | Синий свет                                    | Blue Light                    | Col. Von Kreuzer                                        |
| 1964—1964 | с | Профили мужества                              | Profiles in Courage           | Fremont                                                 |
| 1961—1961 | с | Ангел                                         | Angel                         | Lazlo                                                   |
| 1959—1959 | с | Театр Алкоа                                   | Alcoa Theatre                 | Col. von Schlabrendorff                                 |
| 1955—1958 | с | Дневной спектакль NBC                         | NBC Matinee Theater           | Aesop / Savrola / Narrator / ...                        |
| 1957      | ф | Лётчик                                        | Jet Pilot                     | Sergeant (uncredited)                                   |
| 1957      | ф | Братья Рико                                   | The Brothers Rico             | Peter Malaks                                            |
| 1956—1956 | с | Крестоносец                                   | Crusader                      | Lt. Joseph Balta                                        |
| 1956—1956 | с | TV Reader's Digest                            | TV Reader's Digest            | Jack                                                    |
| 1956      | ф | Пожалуйста, убей меня                         | Please Murder Me              | Carl Holt                                               |
| 1956—1956 | с | Альфред Хичкок представляет                   | Alfred Hitchcock Presents     | David Schaffner                                         |
| 1954—1955 | с | Кавалькада Америки                            | Cavalcade of America          | Paul Shearer / Lt. Col. Coleman / Captain Portola / ... |
| 1955—1955 | с | Cameo Theatre                                 | Cameo Theatre                 |                                                         |
| 1955—1955 | с | Телевизионный театр Goodyear                  | Goodyear Television Playhouse |                                                         |
| 1955—1955 | с | Казначейство в действии                       | Treasury Men in Action        | Harry Adams                                             |
| 1955—1955 | с | Этап 7                                        | Stage 7                       | Paul                                                    |
| 1955—1955 | с | Миллионер                                     | The Millionaire               | Charles Lomar                                           |
| 1955—1955 | с | Норби                                         | Norby                         |                                                         |
| 1954—1954 | с | Кульминация!                                  | Climax!                       | Lionel Trent                                            |
| 1953—1954 | с | Schlitz Playhouse of Stars                    | Schlitz Playhouse of Stars    | Dave / Russ                                             |
| 1954      | ф | Человеческие джунгли                          | The Human Jungle              | Det. Lannigan                                           |
| 1954—1954 | с | Шоу Лоретты Янг                               | The Loretta Young Show        | Mark Hastings                                           |
| 1954—1954 | с | Одинокий волк                                 | The Lone Wolf                 | Les Benson                                              |
| 1953      | ф | Бригада Славы                                 | The Glory Brigade             | Capt. Adams (uncredited)                                |
| 1952      | ф | Салли и святая Анна                           | Sally and Saint Anne          | Willie O'Moyne                                          |
| 1952      | ф | Retreat, Hell!                                | Retreat, Hell!                | Capt. 'Tink' O'Grady                                    |
| 1951      | ф | Up Front                                      | Up Front                      | Miller (uncredited)                                     |

### Продюсер
- Голоса внутри: Жизни Трудди Чейз / Voices Within: The Lives of Truddi Chase (1990)
- Валленберг: история героя / Wallenberg: A Hero’s Story (1985)
- Премьера / Premiere (1968)
- Кона-Кост / Kona Coast (1968)

### Сценарист
- Казнь рядового Словика / The Execution of Private Slovik (1974)